# Victor von Lepel (Generalmajor)

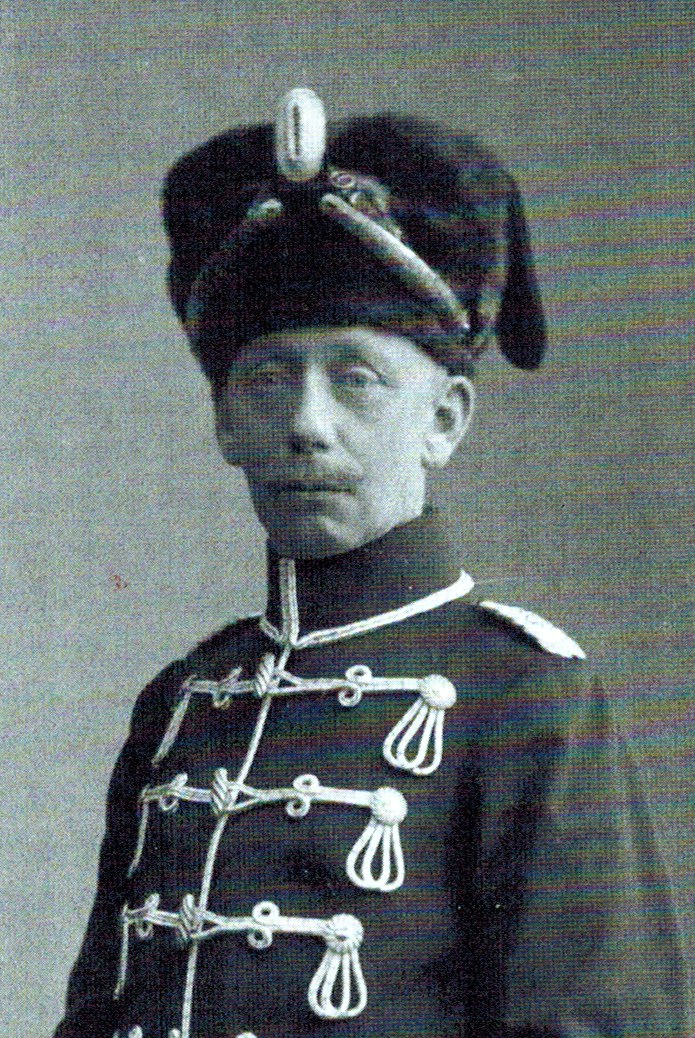
Victor von Lepel

Victor Gustav Karl Wilhelm Freiherr von Lepel (* 4. April 1863 in Darmstadt; † 19. Mai 1918 in Molodetschno) war ein preußischer Generalmajor.

## Leben
Victor gehörte zum mecklenburgischen Stamm der Adelsfamilie von Lepel. Er war der einzige Sohn des preußischen Obersten Wilhelm von Lepel (1833–1895) und dessen Ehefrau Elisabeth, geborene von Kopp (1839–1896). Seine Schwester Anna (* 1867) war mit dem preußischen Generalleutnant Paul von Windheim (1854–1912) verheiratet.
Nach dem Besuch der Gymnasien in Verden und Kassel trat Lepel 1881 in das Rheinische Dragoner-Regiment Nr. 5 in Hofgeismar ein. 1883 wurde er Sekondeleutnant, 1905 kam er als Major in die Adjutantur des I. Armee-Korps in Königsberg. 1908 erfolgte seine Rückversetzung nach Hessen und 1911 wurde Lepel Kommandeur des Husaren-Regiments „Graf Goetzen“ (2. Schlesisches) Nr. 6 in Leobschütz. 1912 erfolgte seine Beförderung zum Oberstleutnant, 1914 zum Oberst und Kommandeur der 12. Kavallerie-Brigade in Neiße. Während des Ersten Weltkriegs wurde Lepel 1916 zum Generalmajor befördert. Zwei Jahre später fiel er in Russland und wurde auf dem Kurhessischen Militärfriedhof in Kassel beigesetzt.
Lepel war Ehrenritter des Johanniterordens.
Er war seit 1899 mit Sophie von Baumbach (1868–1945) verheiratet. Aus der Ehe gingen vier Kinder hervor. Sein Sohn Gunther war in den dreißiger Jahren des zwanzigsten Jahrhunderts Filmproduzent.